# Collocalia marginata
A Collocalia marginata a madarak osztályának a sarlósfecske-alakúak (Apodiformes) rendjébe és a sarlósfecskefélék (Apodidae) családjába tartozó faj.

## Rendszerezése
A fajt Tommaso Salvadori olasz ornitológus írta le 1882-ben. Egyes szervezetek a fényes szalangána (Collocalia esculenta) alfajaként sorolják be Collocalia esculenta marginata néven is.

## Előfordulása
Délkelet-Ázsiában, a Fülöp-szigetek területén honos.

## Természetvédelmi helyzete
A Természetvédelmi Világszövetség Vörös listáján nem szerepel.